# R Doradus
R Doradus (também conhecida como HD 29712) é uma gigante vermelha do tipo Variável Mira no extremo sul da constelação de Dorado, visualmente mais parece pertencer a constelação do Reticulum. Está a uma distância de 178 ± 10 anos-luz da Terra.